# National Football League 1980s All-Decade Team
Das National Football League 1980s All-Decade Team beinhaltet die Liste der besten NFL-Spieler und -Trainer der 1980er Jahre. Die Spieler werden durch Wahl aufgenommen. Gewählt werden die American-Football-Spieler und -Trainer von den Verantwortlichen der Pro Football Hall of Fame. Sie werden damit für ihre Leistungen als Spieler ausgezeichnet. Eine automatische Aufnahme in die Ruhmeshalle des amerikanischen Footballsports ist damit jedoch nicht verbunden. Die Mitglieder werden lediglich in den Rekordbüchern der NFL geehrt. Zum ersten Mal wurden auch Coaches in die Ehrenliste aufgenommen.

## Offense
| Spielerposition | Spielername       | Profimannschaft                                                         | College                             | Mitglied in der Pro Football Hall of Fame |
| --------------- | ----------------- | ----------------------------------------------------------------------- | ----------------------------------- | ----------------------------------------- |
| Quarterback     | Dan Marino        | Miami Dolphins                                                          | University of Pittsburgh            | ja                                        |
| Quarterback     | Dan Fouts         | San Diego Chargers                                                      | University of Oregon                | ja                                        |
| Quarterback     | Joe Montana       | San Francisco 49ers                                                     | University of Notre Dame            | ja                                        |
| Runningback     | Roger Craig       | San Francisco 49ers                                                     | University of Nebraska              | nein                                      |
| Runningback     | Eric Dickerson    | Los Angeles Rams Indianapolis Colts Los Angeles Raiders Atlanta Falcons | Southern Methodist University       | ja                                        |
| Runningback     | Walter Payton     | Chicago Bears                                                           | Jackson State University            | ja                                        |
| Runningback     | John Riggins      | New York Jets Washington Redskins                                       | University of Kansas                | ja                                        |
| Wide Receiver   | Steve Largent     | Seattle Seahawks                                                        | University of Tulsa                 | ja                                        |
| Wide Receiver   | James Lofton      | Green Bay Packers Buffalo Bills Los Angeles Raiders                     | Stanford University                 | ja                                        |
| Wide Receiver   | Art Monk          | Washington Redskins                                                     | Syracuse University                 | ja                                        |
| Wide Receiver   | Jerry Rice        | San Francisco 49ers                                                     | Mississippi Valley State University | ja                                        |
| Tight End       | Ozzie Newsome     | Cleveland Browns                                                        | University of Alabama               | ja                                        |
| Tight End       | Kellen Winslow    | San Diego Chargers                                                      | University of Missouri              | ja                                        |
| Tackle          | Jim Covert        | Chicago Bears                                                           | University of Pittsburgh            | ja                                        |
| Tackle          | Joe Jacoby        | Washington Redskins                                                     | University of Louisville            | nein                                      |
| Tackle          | Anthony Muñoz     | Cincinnati Bengals                                                      | University of Southern California   | ja                                        |
| Tackle          | Gary Zimmerman    | Minnesota Vikings                                                       | University of Oregon                | ja                                        |
| Guard           | Bill Fralic       | Atlanta Falcons                                                         | University of Pittsburgh            | nein                                      |
| Guard           | Russ Grimm        | Washington Redskins                                                     | University of Pittsburgh            | ja                                        |
| Guard           | John Hannah       | New England Patriots                                                    | University of Alabama               | ja                                        |
| Guard           | Mike Munchak      | Houston Oilers                                                          | Pennsylvania State University       | ja                                        |
| Center          | Dwight Stephenson | Miami Dolphins                                                          | University of Alabama               | ja                                        |
| Center          | Mike Webster      | Pittsburgh Steelers Kansas City Chiefs                                  | University of Wisconsin–Madison     | ja                                        |

## Defense
| Spielerposition  | Spielername      | Profimannschaft                          | College                                             | Mitglied in der Pro Football Hall of Fame |
| ---------------- | ---------------- | ---------------------------------------- | --------------------------------------------------- | ----------------------------------------- |
| Defensive End    | Reggie White     | Philadelphia Eagles                      | University of Tennessee                             | ja                                        |
| Defensive End    | Howie Long       | Oakland/Los Angeles Raiders              | Villanova University                                | ja                                        |
| Defensive End    | Lee Roy Selmon   | Tampa Bay Buccaneers                     | University of Oklahoma                              | ja                                        |
| Defensive End    | Bruce Smith      | Buffalo Bills                            | Virginia Polytechnic Institute and State University | ja                                        |
| Defensive Tackle | Randy White      | Dallas Cowboys                           | University of Maryland, College Park                | ja                                        |
| Defensive Tackle | Dan Hampton      | Chicago Bears                            | University of Arkansas                              | ja                                        |
| Defensive Tackle | Keith Millard    | Minnesota Vikings                        | Washington State University                         | nein                                      |
| Defensive Tackle | Dave Butz        | Washington Redskins                      | Purdue University                                   | nein                                      |
| Linebacker       | Mike Singletary  | Chicago Bears                            | Baylor University                                   | ja                                        |
| Linebacker       | Lawrence Taylor  | New York Giants                          | University of North Carolina                        | ja                                        |
| Linebacker       | Ted Hendricks    | Oakland/Los Angeles Raiders              | University of Miami                                 | ja                                        |
| Linebacker       | Andre Tippett    | New England Patriots                     | University of Iowa                                  | ja                                        |
| Linebacker       | John Anderson    | Green Bay Packers                        | University of Michigan                              | nein                                      |
| Linebacker       | Carl Banks       | New York Giants                          | Michigan State University                           | nein                                      |
| Cornerback       | Mike Haynes      | New England Patriots Los Angeles Raiders | Arizona State University                            | ja                                        |
| Cornerback       | Mel Blount       | Pittsburgh Steelers                      | Southern University                                 | ja                                        |
| Cornerback       | Frank Minnifield | Cleveland Browns                         | University of Louisville                            | nein                                      |
| Cornerback       | Lester Hayes     | Oakland/Los Angeles Raiders              | Texas A&M University                                | nein                                      |
| Safety           | Ronnie Lott      | San Francisco 49ers                      | University of Southern California                   | ja                                        |
| Safety           | Kenny Easley     | Seattle Seahawks                         | UCLA                                                | ja                                        |
| Safety           | Deron Cherry     | Kansas City Chiefs                       | Rutgers University                                  | nein                                      |
| Safety           | Joey Browner     | Minnesota Vikings                        | University of Southern California                   | nein                                      |
| Safety           | Nolan Cromwell   | Los Angeles Rams                         | University of Kansas                                | nein                                      |

## Special Teams
| Spielerposition | Spielername     | Profimannschaft                                    | College                                                | Mitglied in der Pro Football Hall of Fame |
| --------------- | --------------- | -------------------------------------------------- | ------------------------------------------------------ | ----------------------------------------- |
| Punter          | Sean Landeta    | New York Giants                                    | Towson University                                      | nein                                      |
| Punter          | Reggie Roby     | Miami Dolphins                                     | University of Iowa                                     | nein                                      |
| Kicker          | Morten Andersen | New Orleans Saints                                 | Michigan State University                              | ja                                        |
| Kicker          | Gary Anderson   | Pittsburgh Steelers                                | Syracuse University                                    | nein                                      |
| Kicker          | Eddie Murray    | Detroit Lions                                      | Tulane University                                      | nein                                      |
| Punt Returner   | Billy Johnson   | Houston Oilers Atlanta Falcons Washington Redskins | Widener University                                     | nein                                      |
| Punt Returner   | John Taylor     | San Francisco 49ers                                | Delaware State University                              | nein                                      |
| Kick Returner   | Mike Nelms      | Washington Redskins                                | Baylor Tarrant JC Sam Houston State University         | nein                                      |
| Kick Returner   | Rick Upchurch   | Denver Broncos                                     | Indian Hills Community College University of Minnesota | nein                                      |

## Coaches
| Name       | Profimannschaft     | College                   |
| ---------- | ------------------- | ------------------------- |
| Bill Walsh | San Francisco 49ers | San José State University |
| Chuck Noll | Pittsburgh Steelers | University of Dayton      |